# Flygtningelejren i Skallerup Klit
Flygtningelejren i Skallerup Klit, er en af de mindre flygtningelejre for tyske flygtninge efter 2. Verdenskrig. Lejren lå i Nordjylland få km. fra Vesterhavet. For at huse de mange flygtninge købte flygtningeadministrationen 2000 skovmandshytter i Sverige. Præget af datidens had til tyskere, blev ethvert samkvem med tyske flygtning forbudt. Flygtningene kom primært fra de tyske områder Østpreussen, Pommern og Danzig, på flugt fra de russiske troppers hærgen. 
Flygtningelejren blev taget i brug og eksisterede fra oktober 1946 til oktober 1947. Derefter blev de resterende flygtninge fordelt på store flygtningelejre så som Flygtningelejren i Oksbøl. Nogle var taget tilbage til Tyskland.
I 1998 blev en af de oprindelige barakker bevaret som museum. 
På stedet ligger nu en ferieby under navnet Skallerup Seaside Resort.